# M3 Lee
El tanc mitjà M3 va ser un tanc estatunidenc usat durant la Segona Guerra Mundial. En Anglaterra el tanc va ser conegut com a "General Lee" en honor del general de la Confederació Robert E. Lee, i la seva versió modificada construïda segons especificacions britàniques amb una nova torreta va rebre el nom de "General Grant", en honor del general Ulysses S. Grant.
A causa de les necessitats bèl·liques, el carro M3 va passar del tauler de disseny a la producció en un curt període. Estava ben blindat i armat per al moment que va ser concebut, però a causa de diversos desavantatges (silueta alta, muntatge del canó principal en una casamata en la barcassa en lloc d'en la torre, prestacions camp a través deficients) no va resultar competitiu i va ser retirat del front quan el M4 Sherman va estar disponible en quantitats apreciables.

## Història
El 1939 l'exèrcit dels Estats Units disposava de pocs tancs o dissenys de tancs viables. Durant els anys de entreguerres el pressupost per al desenvolupament de carros havia estat escàs. Els Estats Units mancaven d'infraestructures per a produir tancs, tenien poca experiència en el disseny de blindats i escassa doctrina per a establir les bases dels dissenys.
En aquest context s'emmarca el desenvolupament de la sèrie de tancs mitjans M2. Quan va ser produït en 1939 era un tanc típic de l'època, però per a quan els EUA van entrar en la guerra ja estava obsolet (estava equipat amb un canó de 37 mm., tenia una protecció -insuficient- de 30 mm. de blindatge, i la seva silueta era molt alta). L'èxit de tancs com el Panzer III i el Panzer IV durant la campanya de França en 1940 va induir a l'exèrcit estatunidenc a redissenyar els seus carros i, com a conseqüència, es van especificar els requisits per a produir un carro amb un canó de 75 mm. en la torre, el que donaria lloc al futur M4 Sherman. No obstant això fins que es pogués produir aquest carro es necessitava amb urgència un tanc de transició armat amb un canó de 75 mm.
El M3 va ser una solució de circumstàncies. El seu disseny era inusual pel que fa a l'armament principal: un canó de 75 mm. de baixa velocitat (model M2 o M3) muntat en una barbeta situada en la part dreta de la barcassa, amb un gir limitat. Sobre l'alta barcassa es va instal·lar una torre amb un canó d'alta velocitat de 37 mm (model M5 o M6). Sobre la torre havia una petita cúpula amb una metralladora, que visualment feia l'efecte de ser una torre instal·lada sobre l'altra torre. El muntatge de dos canons no era gaire estrany, ho usaven, per exemple,el Char B francès, els T-28 i T-35 soviètics, i la primera versió del Churchill britànic. La idea que impulsava a instal·lar dos canons era la de dotar als carros de capacitat antipersonal (per a la qual es necessita munició amb gran quantitat d'explosiu i on la velocitat és irrellevant) i anticarro (que depèn més de l'energia cinètica del projectil). El patró usat en l'M3 diferia lleugerament d'aquesta tònica: el canó principal podia disparar un projectil perforant a una velocitat prou alta com per a travessar el blindatge i també era capaç d'usar munició d'alt poder explosiu, prou gran com per a ser efectiva. El muntatge en la barcassa va fer que fos possible començar a fabricar-lo més ràpidament que si s'hagués muntat la torre idònia. Els seus creadors eren plenament conscients que el disseny tenia greus deficiències, però la necessitat de tancs era peremptòria.
Alguns estaven dotats d'estabilitzador d'elevació; es distingien dels altres per la presència d'un contrapès cilíndric sota el canó de 37 mm i un contrapès al final del canó de M2 de 75 mm. Els que duia el model M3 no necessitaven contrapès.

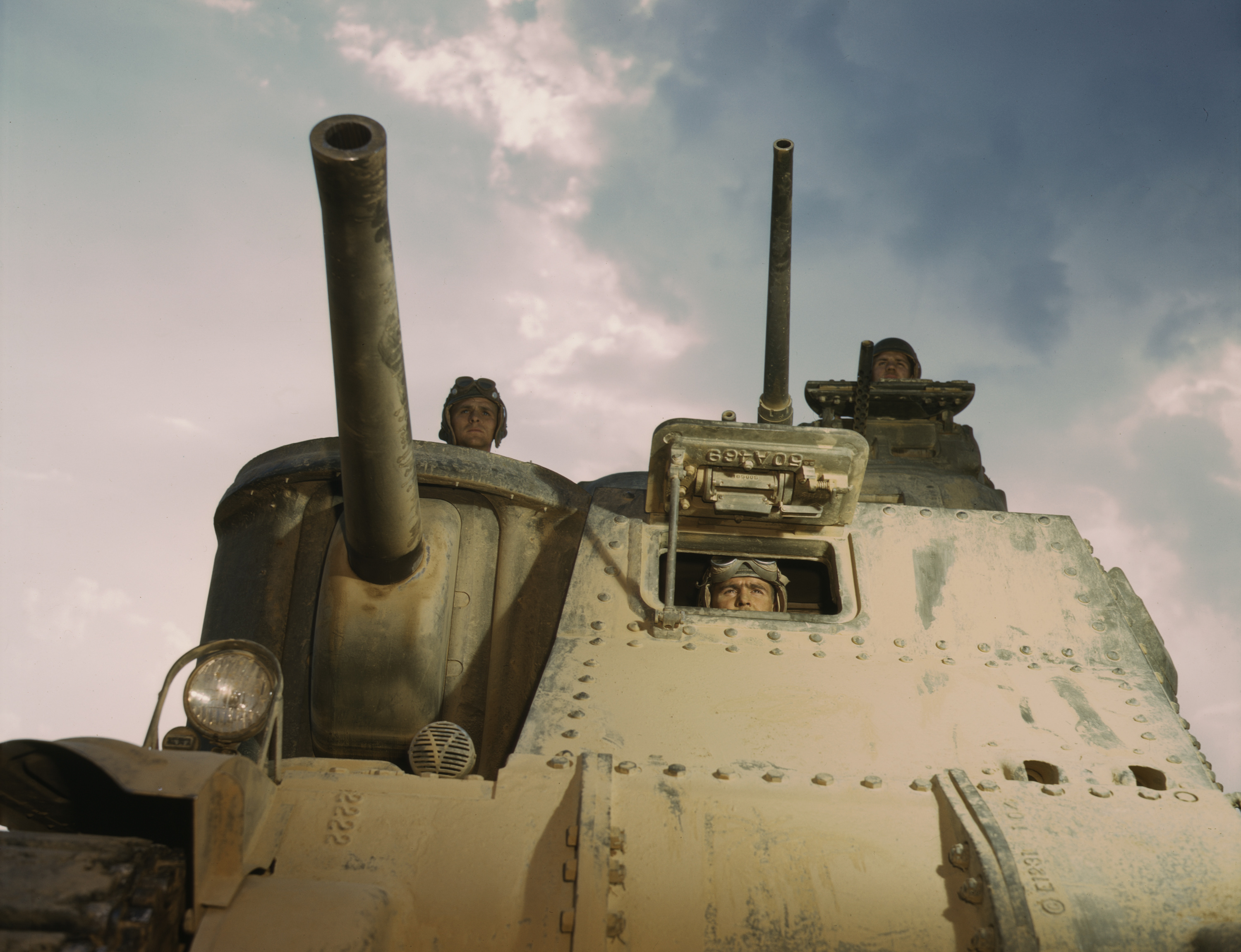
Vista frontal.

Quan als britànics se'ls va denegar el permís perquè els seus propis dissenys fossin produïts en fàbriques estatunidenques, van realitzar demandes d'M3. No els agradava la seva alta silueta, i van fer que se'ls instal·lés la seva pròpia torre (més baixa) amb un equip de ràdio en la seva part posterior, el que va permetre a més reduir la dotació en un tripulant. Aquests carros van rebre dels britànics el nom de "General Grant", mentre que als originals els van cridar "General Lee" o, simplement, Grant i Lee. Aquestes denominacions van ser usades solament pels britànics i les forces de la Commonwealth, en l'exèrcit dels EUA se'ls designava només com M3 Mediums -(tanc) mitjà M3-. Encara que es tractava d'una solució de circumstàncies, el M3 va tenir un gran èxit i va aportar a les forces britàniques en el nord d'Àfrica una potència de foc que necessitaven amb enorme urgència.
El xassís i la rodadura del M3 van ser adaptats pels canadencs per a desenvolupar el tanc Ram, un carro de torre convencional que es va usar com vehicle d'entrenament. El buc es va usar també com base per a produir peces d'artilleria autopropulsada i vehicles de recuperació.

## Història operativa

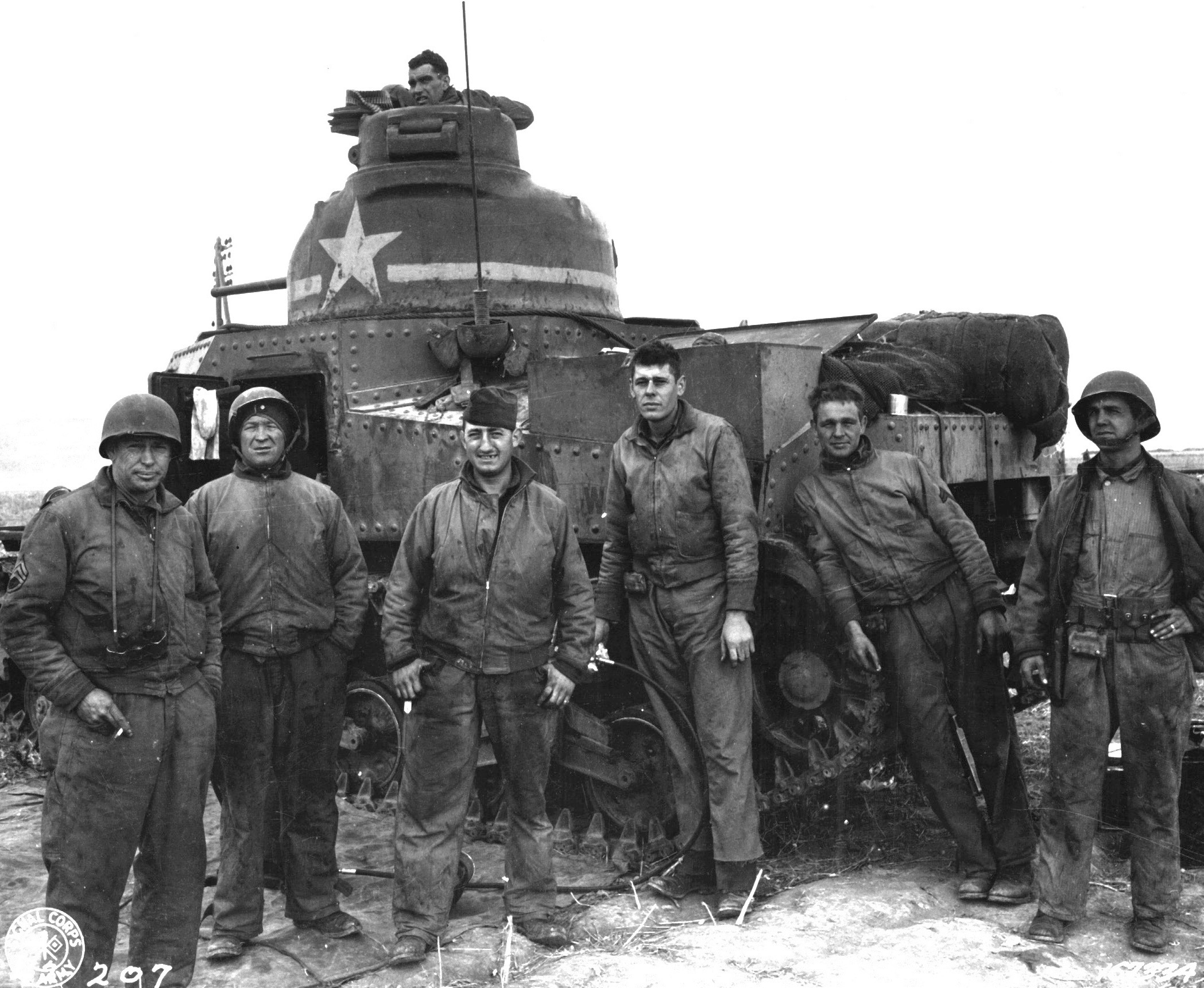
Dotació de M3 en Souk el Arba, Tunis, 23 de novembre de 1942.

El tanc mitjà M3 va entrar en acció per primera vegada en 1942, durant la campanya del nord d'Àfrica. Els Lee i Grant britànics van combatre per primera vegada contra les tropes de Rommel en la desastrosa batalla de Gazala el 27 de maig d'aquest any, i van seguir en servei en aquest teatre fins al final. El 2º/13 de la 1a Divisió Blindada estatunidenca també els va emprar en el nord d'Àfrica. En aquesta campanya el M3 va ser ben considerat per la seva fiabilitat mecànica, blindatge i poder de foc. Superava en la fiabilitat i poder de foc als tancs britànics i podia combatre en igualtat d'oportunitats als carros i canons antitanc remolcats alemanys. Per contra, la seva alta silueta i el seu canó muntat en el xassís suposaven un notable desavantatge tàctica, ja que havia de mostrar el buc per a disparar el canó principal i el seu perfil el feia enormement visible. El blindatge reblat també va suposar un problema, ja que les rebladures podien trencar-se i saltar cap a l'interior del carro en rebre un impacte, rebotant en l'interior com si llancés metralla. En els models posteriors es van substituir els reblons per soldadura. Tan aviat com va estar disponible, el M4 va reemplaçar al M3, i cap d'aquests va ser usat en el teatre europeu després de maig de 1943.
Al Pacífic un nombre molt reduït de M3 va prestar servei en l'exèrcit dels EUA en l'atol de Makin en 1943. Cap va ser subministrat als marines. Austràlia en va rebre diversos centenars, però cap va entrar en combat. Els britànics els van usar a la Xina, Birmània i l'Índia, manejats per dotacions índies habitualment. Donat l'escàs nombre de blindats japonesos i dels seu notori grau d'obsolescència, les deficiències del M3 no eren tan rellevants, la qual cosa els va fer molt superiors als seus equivalents nipons, encara que el seu paper fonamental va ser el donar suport a la infanteria. Van tenir un paper molt important durant la batalla de Imphal i malgrat el seu baix rendiment camp a través, van fer un gran servei en els escarpats pujols que envoltaven Imphal.
En compliment dels acords de préstec i arrendament, més de 1.300 M3A3 i M3A5 diésel -tots del tipus Lee, encara que de vegades se'ls denomini (incorrectament) "Grant"- van ser subministrats a l'URSS entre 1942 i 1943. Per la seva tendència a cremar a l'impacte els russos li van donar l'àlies de "un taüt per a set germans". A patir de mitjan 1943 molt pocs van entrar en combat. Alguns van ser usats en el front de l'Àrtic en l'ofensiva soviètica cap a Kirkenes a l'octubre de 1944. En aquest front els alemanys tot just tenien un grapat d'obsolets carros francesos capturats Hotchkiss H35 i, per tant, les prestacions en combat carro contra carro del M3 (males en comparació dels últims models alemanys) van ser un detall menor a tenir en consideració.
En conjunt pot dir-se que el M3 va arreglar-se bé en el camp de batalla de 1942. El seu blindatge i armament eren iguals o superiors a la major part d'enemics als quals s'havia d'enfrontar. Pocs tancs alemanys -i en escàs nombre- estaven equipats amb canons de llarg abast i alta velocitat. No obstant això el ràpid desenvolupament dels carros de combat durant la Segona Guerra Mundial i l'entrada en servei en grans quantitats de l'M4 Sherman el van deixar obsolet a mitjà 1943 i ràpidament va anar sent retirat del servei del teatre europeu.

## Variants

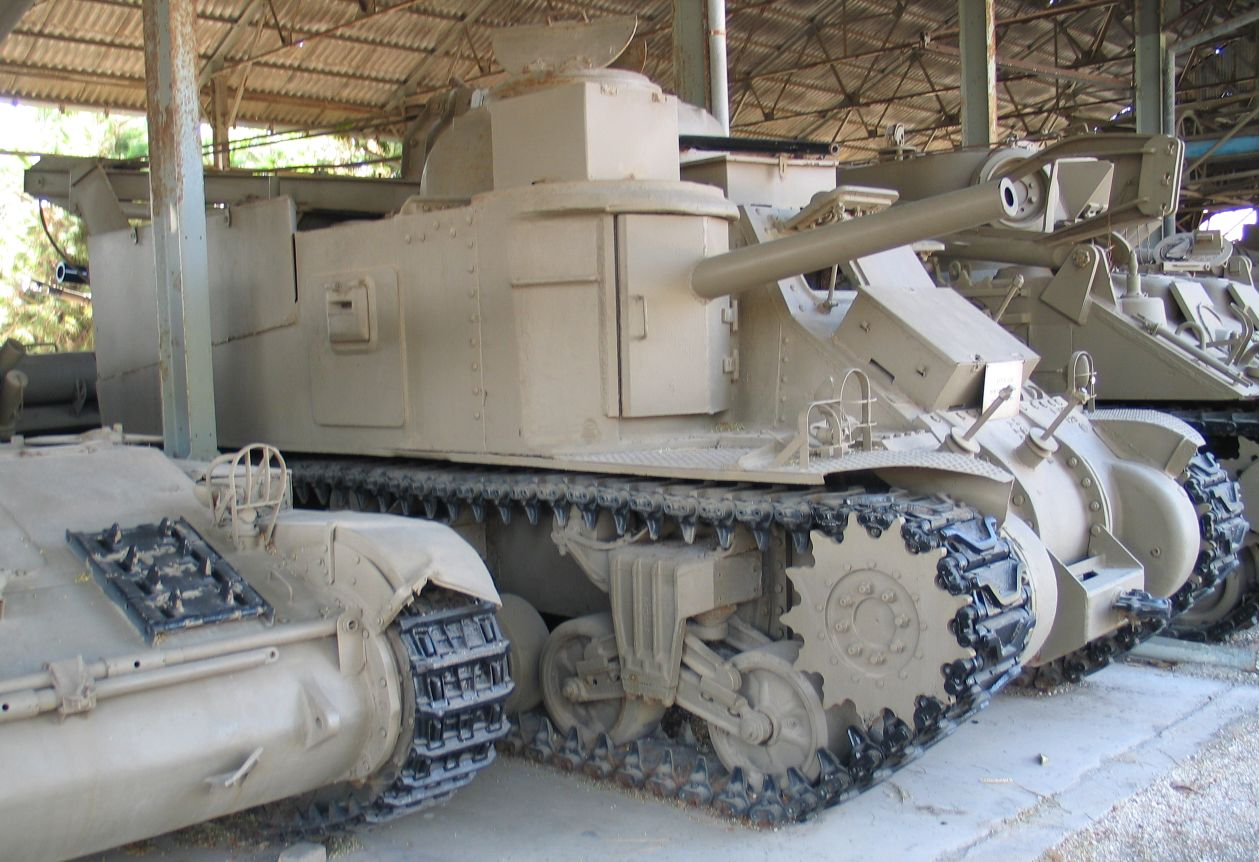
Vista del fals canó del M31 TRV

Denominacions britàniques entre parèntesis

### Estatunidencs
- M3 (Lee I/Grant I).
  - Buc reblat. Produïts 4.724.
- M3A1 (Lee II).
  - Part superior del xassís de fosa. Produïts 300
- M3A2 (Lee III).
  - Buc soldat. Produïdes només 12 unitats
- M3A3 (Lee IV/Lee V).
  - Buc soldat, Motors bessons dièsel GM 6-71. Portelles laterals soldades o eliminades. Produïts 322
- M3A4 (Lee VI).
  - Buc reduït reblat, 5 motors multibanc Chrysler. Portelles laterals eliminades. Produïts 109.
- M3A5 (Grant II).
  - Buc reblat. Motors bessons diésel GM 6-71 dièsel. A pesar de dur la torre original del Lee i no la del Grant', els britànics li cridaven Grant II. Produïts 591
- Vehicle de recuperació de carros M31 (Grant ARV I).
  - Basat en el xassís del M3, amb falsa torreta i fals canó de 75 mm. Duia una grua de 27.215 kg.
- Vehicle de recuperació de carros M31B1.
  - Basat en el xassís del M3A3
- Vehicle de recuperació de carros M31B2.
  - Basat en el xassís del M3A5
- Tractor M33.
  - M31 TRV convertit (amb torre i sense grua) per a realitzar el paper de tractor d'artilleria. 109 vehicles van ser transformats entre 1943 i 1944 *. Transport d'obús motoritzat M7 (Priest)
  - Obús M1/M2 de 105 mm. instal·lat en una superestructura oberta.
  - Vehicle d'observació artillera. Versió sense canó de l'anterior.
- Transport d'obús motoritzat M12 de 155 mm.
  - T-6. Obús de 155 mm sobre xassís de M3.

### Britàniques
- Grant ARV

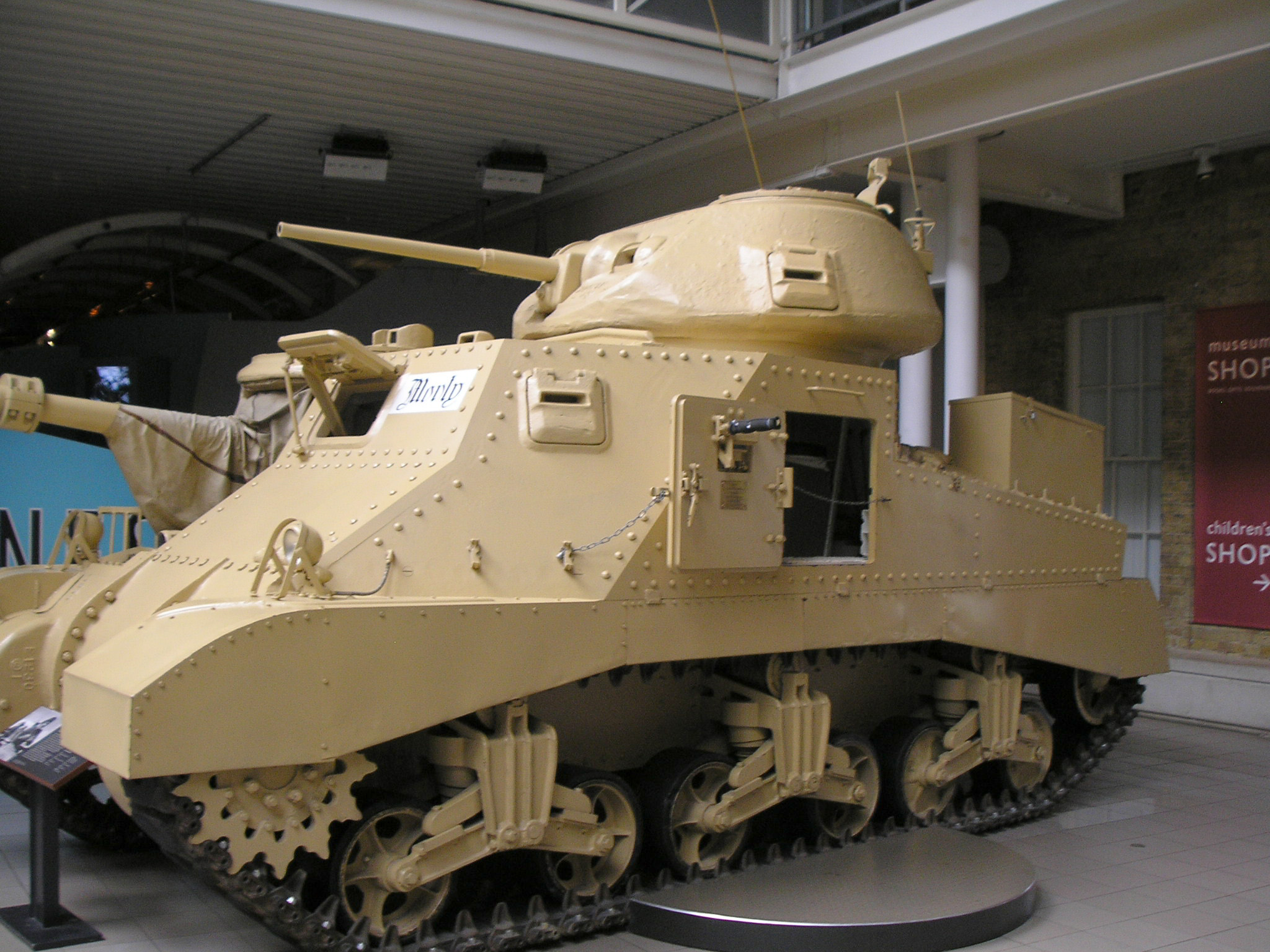
Versió de comandament usada pel general Montgomery.
Conservat en el Imperial War Museum a Londres

  - Grant I i Grant II sense canó amb equip de recuperació de vehicles.
- Grant Command
  - Grant amb equip de ràdio i sense canó o amb un canó fals.
- Grant Scorpion III
  - Grant sense canó al qual se l'ha equipat amb el mayal netejamines Scorpion III. Es van fer uns pocs a principis de 1943 per a usar-los en el nord d'Àfrica.
- Grant Scorpion IV
  - Grant Scorpion III amb motor addicional per a incrementar la potència del mayal Scorpion.
- Grant CDL
  - "Projector de defensa del canal" (Canal Defence Light en anglès); es va reemplaçar la torre de 37 mm. per una nova torreta que albergava un potent focus i una metralladora. Es van fabricar 355 i va ser usat també pels estatunidencs que ho van designar Shop Tractor T10.

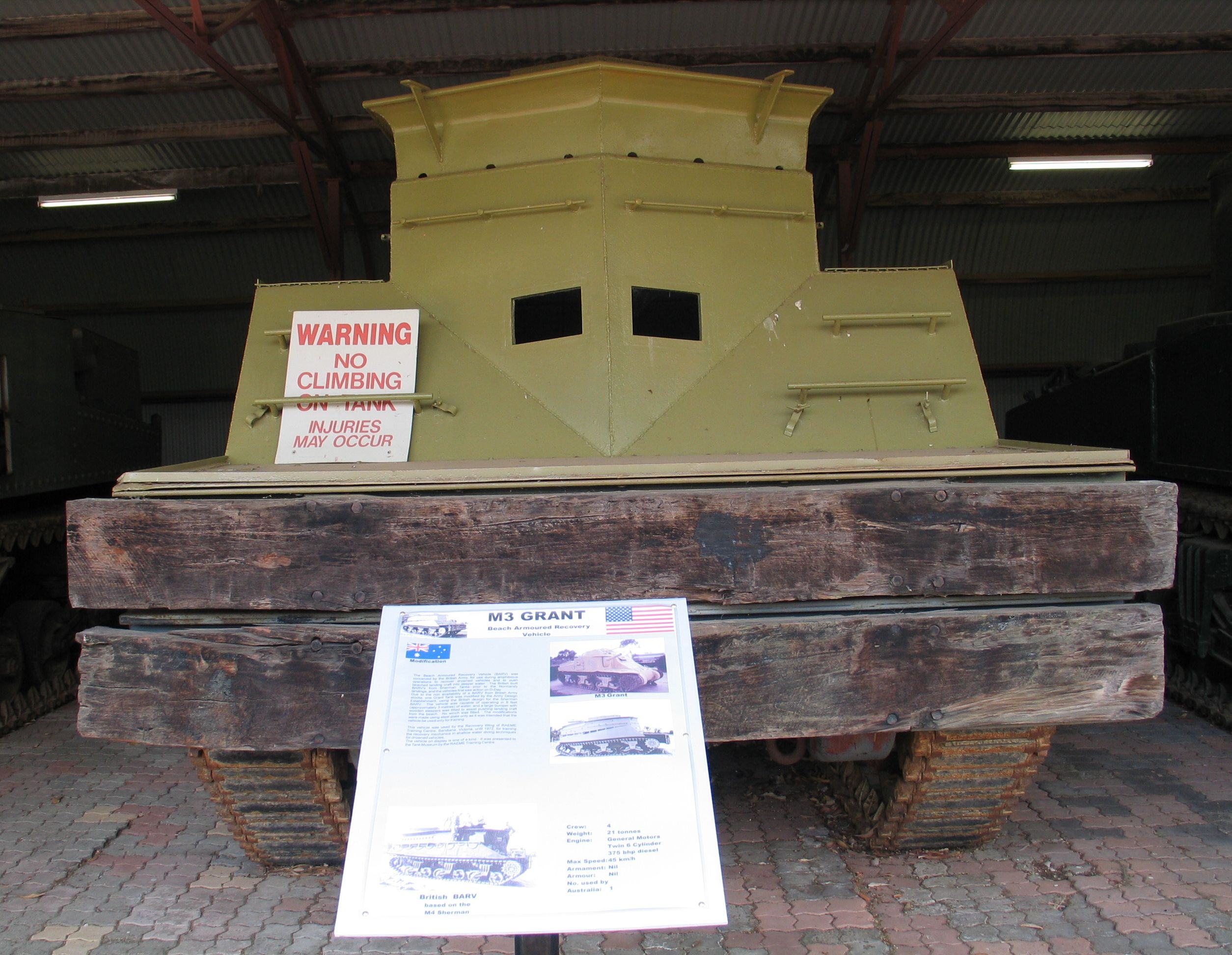
M3 BARV australià.

### Australianes
- M3 BARV
  - Un únic M3A5 Grant va ser transformat en vehicle blindat de recuperació costanera (Beach Armoured Recovery Vehicle en anglès). * Canó autopropulsat Yeramba.
  - Obús de 25 lliures australià. Es van construir 13 vehicles en 1949 sobre xassís de M3A5 en una conversió molt semblant a la del Sexton canadenca.

## Usuaris
- Austràlia
- Brasil
- Canadà
- Nova Zelanda
- Unió Soviètica
- Regne Unit
- Estats Units